# Kristen Wiigová
Kristen Carroll Wiigová (nepřechýleně Wiig, * 22. srpna 1973, Canandaigua, New York, Spojené státy americké) je americká televizní a filmová herečka.
Nejvíce je známá z účinkování v komediálním pořadu Saturday Night Live, kde působila v letech 2005 až 2012. Wiigová je členkou komediální společnosti The Groundlings a objevila se v mnoha filmech a televizních seriálech včetně filmů Ženy sobě, Super Mac, Flight of the Conchords, Zábavný park a Paul. Mimo hraní také dabuje, její nejznámější role jsou Rafana ve filmu Jak vycvičit draka a Lola Bunny v Looney Tunes Show.

## Životopis
Narodila se v městě Canandaigua ve státě New York jako dcera umělkyně Laurie J. (rozené Johnstonové) a běžce Jona J. Wiiga. Její otec je norského a irského původu a matka je anglického a skotského původu. Ve svých třech letech se se svou rodinou přestěhovala do Lancestru do Pensylvánie. Později se přestěhovala do Rochesteru ve státě New York, kde navštěvovala a absolvovala Brighton High School.
Navštěvovala University of Arizona se zaměřením na umění. Po krátké praxi na Roanoke College navštěvovala University of Arizona, obor umění. Na vysoké škole brala hodiny herectví, splnila požadavky kurzu a její učitel ji navrhl, že by se mohla herectví i nadále věnovat. Opustila školu a přestěhovala se do Los Angeles, kde se přidala k The Groundlings, zatímco pro sebe hledala pomocné práce, aby se uživila.

## Osobní život
V letech 2005 až 2009 byla vdaná za herce Hayese Hargrova. Na začátku roku 2019 se zasnoubila s hercem Avim Rothmanem. V lednu 2020 se stali rodiči dvojčat Shiloh a Luny. V únoru 2021 Wiig potvrdila, že se za Rothmana provdala.

## Filmografie

### Televize
| Rok       | Název                                 | Role                    | Poznámky                       |
| --------- | ------------------------------------- | ----------------------- | ------------------------------ |
| 2003      | The Joe Schmo Show                    | Dr. Pat                 | 9 dílů                         |
| 2004      | Kancelářská krysa                     | Sandy                   | díl: Jak být dokonalým zetěm   |
| 2005–2012 | Saturday Night Live                   | různé role              | 135 dílů                       |
| 2007      | Studio 30 Rock                        | Candace Van der Shark   | díl: Somebody to Love          |
| 2009      | Flight of the Conchords               | Brahbrah                | díl: Za svou zbraň volíš lásku |
| 2009–2010 | Znuděný k smrti                       | Jennifer Gladwell       | 3 díly                         |
| 2010      | Cleveland show                        | paní Stapleton (hlas)   | díl: Junior barmanem           |
| 2011–2014 | The Looney Tunes Show                 | Lola Bunny (hlas)       | 25 dílů                        |
| 2011      | Simpsonovi                            | Calliope Juniper (hlas) | díl: Vočko v jednom ohni       |
| 2011      | Spongebob v kalhotách                 | madam Hag (hlas)        | díl: The Curse of the Hex      |
| 2012      | Portlandia                            | Gathy                   | díl: Cat Nap                   |
| 2013      | Arrested Development                  | mladá Lucille Bluth     | 7 dílů                         |
| 2013      | Simpsonovi                            | Annie Crawford (hlas)   | díl: Homerland                 |
| 2013      | Drunk History                         | Patty Hearst            | díl: San Francisco             |
| 2013–2024 | Saturday Night Live                   | sama sebe / moderátorka | 5 dílů                         |
| 2014      | The Spoils of Babylon                 | Cynthia Morehouse       | 6 dílů                         |
| 2015      | A Deadly Adoption                     | Sarah Benson            | TV film                        |
| 2015      | The Spoils Before Dying               | Delores O’Dell          | 6 dílů                         |
| 2015      | Léto k nepřežití: První den v táboře  | Courtney                | 3 díly                         |
| 2016      | Saturday Night Live                   | Samu sebe/moderátorka   | díl: Kristen Wiig/The xx       |
| 2017–2019 | Big Mouth                             | Jessi genitálie (hlas)  | 2 díly                         |
| 2017–2018 | Nobodies                              | Samu sebe               | 2 díly                         |
| 2017      | Poslední chlap na Zemi                | Pamela Brinton          | 5 dílů                         |
| 2017      | Léto k nepřežití: O deset let později | Courtney                | díl: Tigerclaw                 |
| 2019–2021 | Bless the Harts                       | Jenny Hart (hlas)       | hlavní role                    |
| 2021      | MacGruber                             | Vicki St. Elmo          | 8 dílů                         |
| 2024      | Palm Royale                           | Maxine Simmons          | hlavní role                    |

### Film
| Rok  | Název                              | Role                      | Poznámky |
| ---- | ---------------------------------- | ------------------------- | --- |
| 2004 | Life, Death, and Mini-Golf         | Debbie                    | |
| 2006 | The Enigma with a Stigma           | Tux Shop Employee         | |
| 2006 | Malí rošťáci                       | Carole Malone             | |
| 2007 | Zbouchnutá                         | Jill                      | |
| 2007 | Meet Bill                          | Jane Whitman              | |
| 2007 | Bratři Solomonovi                  | Janine                    | |
| 2007 | Neuvěřitelný život rockera Coxe    | Edith Cox                 | |
| 2008 | Poloprofesionál                    | Bear Handler              | |
| 2008 | Kopačky                            | Instruktorka jógy         | Pouze v nehodnocené verzi |
| 2008 | Rakeťáci                           | Mandy                     | |
| 2008 | Město duchů                        | chirurg                   | |
| 2009 | Zábavný park                       | Paulette                  | Nominována – Gotham Award v kategorii nejlepší obsazení |
| 2009 | Doba ledová 3: Úsvit dinosaurů     | Pudgy Beaver Mom          | Hlasová role |
| 2009 | One Night Only                     | Karen                     | Krátký film |
| 2009 | Vyfič!                             | Maggie Mayhem             | |
| 2009 | Extrakt                            | Suzie                     | |
| 2010 | Jak vycvičit draka                 | Rafana                    | Hlasová role |
| 2010 | Noční rande                        | Haley Sullivan            | |
| 2010 | Super Mac                          | Vicki St. Elmo            | |
| 2010 | Já, padouch                        | Miss Hattie               | Hlasová role |
| 2010 | V lepší společnosti                | Lauren Fleck              | |
| 2011 | Paul                               | Ruth Buggs                | |
| 2011 | Ženy sobě                          | Annie Walker              | Také autorka scénáře a producentka Washington D.C. Area Film Critics Association Award v kategorii nejlepší obsazení Phoenix Film Critics Society Award v kategorii nejlepší obsazení Nominována – Oscar za nejlepší původní scénář(společně s Annie Mumolo) Nominována – Cena BAFTA za nejlepší původní scénář Nominována – Broadcast Film Critics Association Award v kategorii nejlepší obsazení Nominována – Zlatý glóbus za nejlepší ženský herecký výkon (komedie / muzikál) Nominována – Screen Actors Guild Award za nejlepší výkon obsazení v celovečerním filmu Nominována – Teen Choice Award za nejlepší komediální herečku ve filmu Nominována – Teen Choice Award za Choice Movie Hissy Fit Nominována – Washington D.C. Area Film Critics Association Award za nejlepší původní scénář(společně sAnnie Mumolo) Nominována – Writers Guild of America Award za nejlepší původní scénář (společně s Annie Mumolo) Nominována – MTV Movie Award za nejlepší komediální výstup Nominována – MTV Movie Award za nejlepší ženský herecký výkon |
| 2012 | Friends with Kids                  | Missy                     | |
| 2012 | Revenge for Jolly!                 | Angela                    | |
| 2013 | Zprávař 2 – Legenda pokračuje      | Chani                     | |
| 2013 | Ona                                | SexyKitten (hlas)         | |
| 2013 | Walter Mitty a jeho tajný život    | Cheryl Melhoff            | |
| 2013 | Girl Mostly Likely                 | Imogene                   | tak výkonná producentka |
| 2013 | Já, padouch 2                      | Miss Hattie               | Hlasová role |
| 2014 | Jak vycvičit draka 2               | Ruffnut Thorston (hlas)   | Hlasová role |
| 2014 | Hateship Loveship                  | Johanna Parry             | |
| 2014 | Vítejte u mě                       | Alice Klieg               | také producentka |
| 2014 | Moje ségra má prima bráchu         | Maggie                    | |
| 2015 | Nasty Baby                         | Polly                     | |
| 2015 | Marťan                             | Annie Montrose            | |
| 2015 | Deník puberťačky                   | Charlotte                 | |
| 2016 | Buchty a klobásy                   | Brenda (hlas)             | |
| 2016 | Krotitelé duchů                    | Dr. Erin Gilbert          | |
| 2016 | Lightningface                      | Katherine (hlas)          | krátkometrážní film |
| 2016 | Zilionáři                          | Kelly                     | |
| 2016 | Zoolander No. 2                    | Alexanya Atoz / Katinka   | |
| 2017 | Já, padouch 3                      | agentka Lucy Wilde (hlas) | |
| 2017 | matka!                             | Herald                    | |
| 2017 | Zmenšování                         | Audrey Safranek           | |
| 2019 | Kde se touláš, Bernadetto          | Audrey                    | |
| 2019 | Jak vycvičit draka 3               | Ruffnut Thorston (hlas)   | |
| 2020 | Wonder Woman 1984                  | Barbara Minerva / Cheetah | |
| 2021 | Barb a Star jedou do Vista del Mar | Star                      | také scenáristka a producentka |
| 2021 | Chlapec, kterému říkají Vánoce     | teta Carlotta             | |
| 2024 | Já, padouch 4                      | agentka Lucy Wilde (hlas) | |

## Ocenění a nominace
| Rok  | Výsledek   | Název ocenění            | Kategorie | Práce               |
| ---- | ---------- | ------------------------ | --- | ------------------- |
| 2009 | Nominována | Cena Emmy                | Nejlepší herečka ve vedlejší roli v komediálním seriálu | Saturday Night Live |
| 2009 | Nominována | Gotham Awards            | Nejlepší obsazení filmu (společně s Jessem Eisenbergem, Kristen Stewartovou, Martinem Starrem, Billem Haderem, Ryanem Reynoldsem a Margaritou Levievou)                        | Zábavný park        |
| 2010 | Nominována | Cena Emmy                | Nejlepší herečka ve vedlejší roli v komediálním seriálu | Saturday Night Live |
| 2011 | Vyhrála    | 1st Annual Comedy Awards | Nejlepší komediální herečka | Saturday Night Live |
| 2011 | Nominována | WAFCA Award              | Nejlepší obsazení filmu (společně s Ellie Kemper, Chrisem O'Dowdem, Mayou Rudolph, Jill Clayburgh, Melissou McCarthy, Rose Byrne a Wendi McLendon-Covey)                       | Ženy sobě           |
| 2011 | Nominována | WAFCA Award              | Nejlepší původní scénář (společně s Annie Mumolo) | Ženy sobě           |
| 2011 | Nominována | Teen Choice Award        | Nejlepší komediální herečka | Ženy sobě           |
| 2011 | Nominována | Teen Choice Award        | Choice Movie Hissy Fit | Ženy sobě           |
| 2011 | Nominována | PFCS Award               | Nejlepší obsazení filmu (společně s Ellie Kemper, Chrisem O'Dowdem, Mayou Rudolph, Jill Clayburgh, Melissou McCarthy, Rose Byrne a Wendi McLendon-Covey)                       | Ženy sobě           |
| 2011 | Nominována | Cena Emmy                | Nejlepší herečka ve vedlejší roli v komediálním seriálu | Saturday Night Live |
| 2012 | Nominována | Oscar                    | Nejlepší původní scénář (společně s Annie Mumolo) | Ženy sobě           |
| 2012 | Nominována | Cena BAFTA               | Nejlepší původní scénář (společně s Annie Mumolo) | Ženy sobě           |
| 2012 | Nominována | Critics Choice Award     | Nejlepší obsazení filmu (společně s Ellie Kemper, Chrisem O'Dowdem, Mayou Rudolph, Jill Clayburgh, Melissou McCarthy, Rose Byrne a Wendi McLendon-Covey)                       | Ženy sobě           |
| 2012 | Nominována | COFCA Award              | Nejlepší obsazení filmu (společně s Ellie Kemper, Chrisem O'Dowdem, Mayou Rudolph, Jill Clayburgh, Melissou McCarthy, Rose Byrne a Wendi McLendon-Covey)                       | Ženy sobě           |
| 2012 | Nominována | SAG Award                | Výjimečný výkon obsazení v celovečerním filmu (společně s Ellie Kemper, Chrisem O'Dowdem, Mayou Rudolph, Jill Clayburgh, Melissou McCarthy, Rose Byrne a Wendi McLendon-Covey) | Ženy sobě           |
| 2012 | Nominována | Zlatý glóbus             | Zlatý glóbus za nejlepší ženský herecký výkon (komedie / muzikál) | Ženy sobě           |
| 2012 | Nominována | Rembrandt Award          | Nejlepší mezinárodní herečka | Ženy sobě           |
| 2012 | Nominována | WGA Award                | Nejlepší původní scénář (společně s Annie Mumolo) | Ženy sobě           |

- Organizace na ochranu zvířat PETA ji v roce 2011 jmenovala jednou z nejvíce sexy vegetariánských celebrit.
- V roce 2012 byla součástí seznamu „100 nejvlivnějších lidí ve světě“, který vydal časopis Time